# Mierzeń
Mierzeń [pronunciación en polaco: /ˈmjɛʐɛɲ/] es un pueblo ubicado en el distrito administrativo de Gmina Raciechowice, dentro del condado de Myślenice, Voivodato de Pequeña Polonia, en el sur de Polonia. Se encuentra a unos 6 kilómetros al este de Raciechowice, a 20 kilómetros este de Myślenice, y a 29 kilómetros al sureste de la capital regional Cracovia.